# ホセ・デ・アコスタ

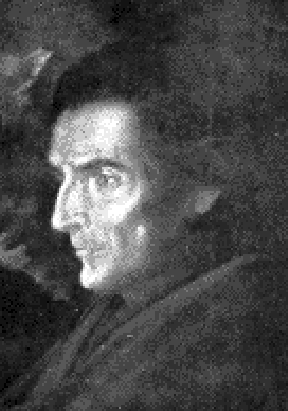
ホセ・デ・アコスタ

ホセ・デ・アコスタ（José de Acosta, 1540年 - 1600年）は、博物学者。アメリカ大陸の初期記録者の一人であるスペインのイエズス会士。

## 来歴
1540年、メディーナ・デル・カンポの商人の家に生まれる。1551年にイエズス会学院に入り、1562年叙品。ローマのプラセンシアにてイエズス会学院教授を務めた後に1571年にペルー赴任。
1572年4月27日にリマに到着すると、1576年イエズス会のペルー管区長となった。ペルーでの布教活動に指導的な役割を果たすと同時にアレキパ、クスコ、ラパス、ポトシ等へ赴き、布教に従事した。
原住民文化の観察・記録を熱心に行い、1586年にメキシコへ移る。メキシコシティにおいてフアン・デ・トルバに師事して先スペイン期の文化を学び、1587年に帰国。
帰国後はバリャドリードにてイエズス会修道院長となり、1597年にサラマンカにて学院長を務めた。1600年、サラマンカにて病没。

## 著作
1590年に著した『新大陸自然文化史』（Historia natural y moral de las Indias）はアメリカ大陸の自然と文化を総合的に述べたアコスタの代表著書であり、メキシコ・ペルーの原住民文化に関する貴重な資料となっている。
また、1588年の『インディアスにおける福音伝道論』（De procuranda indorum salute）は諸民族の文化圏分類が試みられており、社会学・人類学的にも歴史的意義を持つ先駆的な試みであるとして注目を集めた。

## 著書
- インディアスにおける福音伝道論 (1588年)
- 新大陸自然文化史 (1590年)